# Tazoudasaurus
Tazoudasaurus é um gênero de dinossauro da família ?Vulcanodontidae do Jurássico Inferior do Marrocos. Há uma única espécie descrita para o gênero Tazoudasaurus naimi. Seus restos fósseis foram encontrados em Douar de Tazouda, próximo a vila de Toundoute, na província de Ouarzazate, e datados do estágio Toarciano. A relação de proximidade com o gênero Vulcanodon foi confirmada numa reanálise do material do Tazoudasaurus em 2008. Entretanto, esta relação entre os dois gêneros não foi demonstrada em 2009.

Espécimen à escala humana